# Luenell
Luenell Campbell, mais conhecida somente como Luenell (Tollette, 12 de março de 1959) é uma actriz e comediante americana.

## Filmografia

### Filmes
- So I Married an Axe Murderer (1993)
- The Rock (1996)
- Never Die Alone (2004)
- So Fresh, So Clean... a Down and Dirty Comedy (2005)
- Borat: Cultural Learnings of America for Make Benefit Glorious Nation of Kazakhstan (2006)
- Divine Intervention (2007)
- American Hustle (2007)
- The Hustle (2008)
- Spring Breakdown (2009)
- All About Steve (2009)
- Head Case (2009)
- 35 and Ticking (2011)
- Budz House (2011)
- Think Like a Man (2012)
- That's My Boy (2012)
- C'mon Man (2012)
- Taken 2 (2012)
- Mac & Devin Go to High School (2012)
- Hotel Transylvania (2012)
- Think Like a Man Too (2014)
- School Dance (2014)
- Hotel Transylvania 2 (2015)
- The Comedian's Guide to Survival (2016)
- A Star Is Born (2018)
- All-Star Weekend (2019)